# مندیانت
مندیانت (انگلیسی: Mandiant) شرکت فناوری اطلاعات آمریکایی است، که در سال ۲۰۰۴ تأسیس شد.
مندیانت در دی 1392 با قراردادی یک میلیارد دلاری به شرکت فایرآی ملحق شد؛ اما 7 سال بعد، خط محصول فایرآی و حدود 1300 کارمند آن با قیمت 1.2 میلیارد دلار به اس‌تی‌جی فروخته شد. اس‌تی‌جی که پیش‌تر نیز بخش خدمات و محصولات سازمانی شرکت مک‌آفی را به مبلغ ۴ میلیارد دلار خریده بود در زمستان ۱۴۰۰ آن را با فایرآی ادغام کرد تا این دو شرکت تحت برند جدید ترلیکس و با مدیریتی واحد فعالیت خود را در دنیای امنیت فناوری اطلاعات از سربگیرند.
17 اسفند 1400 دو شرکت مندیانت و گوگل، هر یک، با انتشار بیانیه‌ای از قطعی شدن توافقنامه خرید مندیانت توسط گوگل با قیمت حدود 5.4 میلیارد دلار خبر دادند.